# نهر ستير

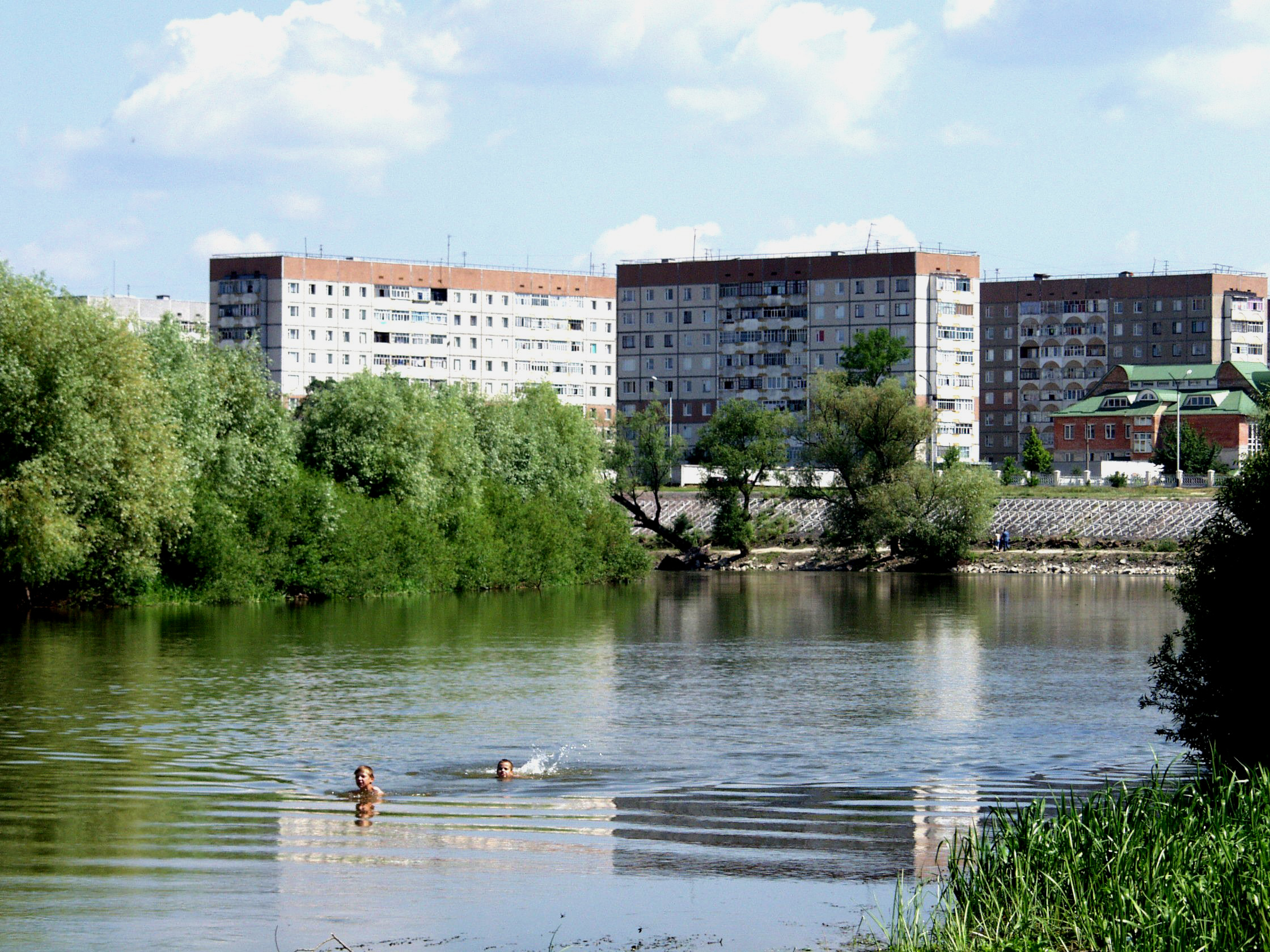
نهر الستاير

نهر ستير (بالأوكرانية: Стир)، (بالروسية: Стырь). يعد من روافد نهر بريبيات، ويبلغ طوله 494 كم. منطقة حوضها هي 13,100 كيلومتر مربع.
نهر ستير يبدأ بالقرب من برودي، في لفيف أوبلاست الأوكرانية، ثم يصب في ريفنا أوبلاستفي فولين أوبلاست ثم إلى بوبريسك أوبلاست البيلاروسية حيث يتدفق أخيرا في بريبيات. خلال 1915-1916، كان النهر الستاير خط المواجهة بين الجيوش الإمبراطورية الروسية من جهة وبين الإمبراطورية النمساوية المجرية من جهة أخرى.